# Michael Cheval
Michael Cheval, pseudonimo di Michail Chochlačev (in russo Михаил Хохлачев?; Kotel'nikovo, 29 maggio 1966), è un pittore, disegnatore e ritrattista russo naturalizzato statunitense, specializzato nella corrente surrealista dell'Absurdism (trad. lett. "assurdismo"). Vive e lavora principalmente nel New Jersey, dove ha cofondato la Cheval Fine Art Inc.. Espone le sue opere in diverse gallerie tra gli Stati Uniti e l'Europa.

## Biografia
Nacque in una famiglia di artisti a Kotel'nikovo, una città della Russia meridionale, durante il regime sovietico. Suo padre, Mikhail Khokhlachev, che lo ha iniziato al disegno, era autodidatta, mentre suo nonno, Yuri Lipov, era uno scultore professionista.
La famiglia di Cheval si spostò in Germania nel 1980, dove rimase per qualche anno. In questo periodo segue varie inclinazioni artistiche, componendo canzoni, suonando in un gruppo di musica rock e scrivendo poesie.
Nel 1986, si trasferì a Balkanabat, in Turkmenistan. Nel 1990 Cheval ottiene la sua prima personale al Museo statale di belle arti del Turkmenistan, un evento seguito dalla comunità di artisti della regione, che gli valse apprezzamenti. Più avanti, nel 1992, si laureò alla Scuola di belle arti della capitale. Fu influenzato dalla filosofia orientale e dal carattere dell'Asia centrale. Dopodiché avviò collaborazioni con diversi enti del Paese, quali teatri e case editrici, realizzando scenografie, costumi e illustrazioni per libri.
Nel 1993 si trasferisce a Mosca, lavorando sia come indipendente sia come illustratore per alcune case editrici, includendo la "Planeta". Nel 1997 emigrò a New York. L'anno seguente divenne membro del National Arts Club.
Dal 2009 collabora alla raffigurazione pittorica delle novelle, delle fiabe e dei poemi dello scrittore e filosofo Boris Glikman. 
Ha un figlio, Maximillian Cheval, nato nel 2003. 

## Riconoscimenti
- National Arts Club Exhibition Committee Award (2000);
- Premio al miglior pittore ad olio dal "Best of Worldwide Artists" (2009)[3];
- Primo premio dalla "Palm Art Award", ricevuta dalla Palm Art e dalla Galleria d'arte "Domain" di Lipsia.

## Pubblicazioni
- (EN) Lullabies, catalogo della mostra alla InterArt Gallery, 2004.
- (EN) Nature of Absurdity, catalogo della mostra alla InterArt Gallery, 2007.
- (EN) Who's Who in Visual Art, vol. DE, 2010-2011, ISBN 3-9813474-1-2. ISBN 978-3-9813474-1-8.
- (EN) Dreamscape, Imaginary Editions, 2010, ISBN 94-90668-02-8. ISBN 978-94-90668-02-0.
- (EN) Imaginaire III: Contemporary Magic Realism, Fantasmus-Art Aps, 2010, ISBN 87-992147-8-4. ISBN 978-87-992147-8-5.